# Edna Parker
Edna Parker, född 20 april 1893 i Morgan County, Indiana, död 26 november 2008 i Shelbyville, Indiana, var en amerikansk kvinna som i och med japanskan Yone Minagawas död 13 augusti 2007 ansågs vara världens äldsta person. Hon var också staten Indianas äldsta person någonsin, samt, vid sin död, en av de 30 äldsta personerna i världen genom tiderna.
Hon arbetade tidigare som lärarinna och gifte sig 1911 med Earl Parker som avled 1938. De fick två söner, men de är numera döda. Edna Parker efterlämnar fem barnbarn, elva barnbarnsbarn samt ett stort antal barnbarns barnbarn. Vid sin död bodde Edna Parker på ett äldreboende i Shelbyville, Indiana, USA. Märkligt nog bodde även världens längsta kvinna, Sandy Allen, på samma äldreboende fram till sin död 2008. Edna Parker avled den 26 november 2008 vid en ålder av 115 år och 220 dagar. 